# Eois delicatula
Eois delicatula är en fjärilsart som beskrevs av W. Warren 1904. Eois delicatula ingår i släktet Eois och familjen mätare. Inga underarter finns listade i Catalogue of Life.